# 阿努欽冰川
71°17′S 13°31′E / 71.283°S 13.517°E
阿努欽冰川（英語：Anuchin Glacier）是南極洲的冰川，位於毛德皇后地的阿斯特里德公主海岸，屬於格魯伯山脈的一部分，由德國探險隊發現和根據空中照片繪入地圖，以蘇聯地理學家命名。